# Валсартан
Валсартан — синтетичний антигіпертензивний препарат, що належить до групи антагоністів рецепторів ангіотензину-ІІ, для перорального застосування. Валсартан уперше синтезований у 1991 році в лабораторії компанії «Ciba-Geigy AG» (яка натепер є підрозділом компанії «Novartis»).

## Фармакологічні властивості
Валсартан — синтетичний лікарський препарат, що належить до групи антагоністів рецепторів ангіотензину-ІІ. Механізм дії препарату полягає у блокуванні зв'язування ангіотензину-ІІ з рецепторами ангіотензину-І, що приводить до вазоділятації, зниженні виділення альдостерону, зниження реабсорбції натрію у нирках. Усі ці ефекти в сумі призводять до антигіпертензивного ефекту. Валсартан має високу спорідненість до підтипу AT1-рецепторів ангіотензину-II, через які реалізується дія ангіотензину-II. Спорідненість до AT1-рецепторів ангіотензину-II у валсартану у 20000 вище, чим до AT21-рецепторів. При тривалому прийомі валсартану спостерігається також регрес гіпертрофії лівого шлуночка. Валсартан не взаємодіє з іншими гормонами та не має впливу на іонні канали. Валсартан не впливає на ліпідний обмін та на рівень глюкози, сечової кислоти та тригліцеридів. Препарат також має нефропротективні властивості, знижує інсулінорезистентність та протеїнурію при цукровому діабеті. Валсартан має високу антигіпертензивну активність у хворих після трансплантації нирки та зменшує протеїнурію у таких хворих. Валсатан став першим препаратом із групи антагоністів рецепторів ангіотензину-ІІ, затвердженим для лікування хронічної серцевої недостатності. Валсартан також допущений для лікування артеріальної гіпертензії у дітей від 6 років. Валсартан у дослідженнях виявляв позитивний ефект на еректильну функцію у чоловіків.

### Фармакодинаміка
Валсартан добре всмоктується у шлунково-кишковому тракті, але біодоступність препарату становить у середньому близько 23% (від 9 до 31%). Максимальна концентрація в крові досягається протягом 2—4 годин. Валсартан добре зв'язується з білками плазми крові. Препарат проникає через плацентарний бар'єр. Немає даних про виділення валсартану в грудне молоко людини, але у дослідженнях встановлено, що препарат проникає у молоко щурів. Валсартан частково метаболізується в печінці з утворенням неактивних метаболітів. Виводиться препарат із організму переважно із калом у незміненому вигляді, частково у вигляді метаболітів, частково виводиться із сечею. Виведення препарату із організму двофазне, у першій фазі період напіввиведення становить 1 годину, у другій фазі — 9 годин. При обструктивних захворюваннях жовчних шляхів та при біліарному цирозі печінки період напіввиведення валсартану може збільшуватися.

## Показання до застосування
Валсартан застосовується для лікування артеріальної гіпертензії, хронічної серцевої недостатності та для лікування хворих після перенесеного інфаркту міокарду (у клінічно стабільних пацієнтів з ознаками та симптомами лівошлуночкової недостатності або систолічної дисфункції лівого шлуночка).

## Побічна дія
При застосуванні валсартану можливі наступні побічні ефекти:
- Алергічні реакції та реакції з боку шкірних покривів — нечасто ( 0,1—1%) грипоподібний синдром; дуже рідко ( менше 0,01%) висипання на шкірі, свербіж шкіри, сироваткова хвороба, набряк Квінке, васкуліт,.
- З боку травної системи — нечасто ( 0,1—1%) діарея; рідко ( 0,01—0,1%) блювота, біль у животі, гастроентерит.
- З боку нервової системи — нечасто ( 0,1—1%) сонливість, головний біль, запаморочення, підвищена втомлюваність, вертиго, депресія.
- З боку серцево-судинної системи — часто ( 1—10%) гіпотензія; рідко ( 0,01—0,1%) серцева недостатність.
- З боку дихальної системи — нечасто ( 0,1—1%) кашель, бронхіт, фарингіт, риніт, синусит, біль в грудній клітці, периферичні набряки.
- З боку опорно-рухового апарату — рідко ( 0,01—0,1%) міалгія, біль у спині, артралгія.
- З боку сечовидільної системи — дуже рідко ( менше 0,01%) порушення функції нирок (у тому числі гостра ниркова недостатність).
- Зміни в лабораторних аналізах — нечасто ( 0,1—1%) анемія, нейтропенія, тромбоцитопенія, гіперкаліємія, підвищення рівня креатиніну та сечовини в крові, підвищення рівня білірубіну в крові, зниження гематокриту.

## Протипокази
Валсартан протипоказаний при підвищеній чутливості до препарату, вагітності, при печінковій недостатності важкого ступеня та обструктивних захворюваннях жовчевих шляхів, при важкій нирковій недостатності та хворим, що знаходяться на гемодіалізі. Валсартан не рекомендований у період годування грудьми. З обережністю застосовують препарат у хворих із двобічним стенозом ниркових артерій або однобічним у випадку єдиної функціонуючої нирки у зв'язку із високою імовірністю розвитку важкої гіпотензії та ниркової недостатності. З обережністю застосовують валсартан у випадку мітрального або аортального стенозу або ідіопатичного субатрофічного аортального стенозу, при хронічній серцевій недостатності, нирковій недостатності, вираженій гіпотонії.

## Форми випуску
Валсартан випускається у вигляді таблеток по 0,04; 0,08; 0,16 та 0,32 г; та желатинових капсул по 0,08 та 0,16 г.
Валсартан випускається також у комбінації з гідрохлоротіазидом по 0,08 або 0,16 г валсартану та 0,0125 або 0,25 г гідрохлоротіазиду. Валсартан випускається у комбінації з амлодипіном по 0,08 або 0,16 г валсартану та 0,005 або 0,01 г амлодипіну. Валсартан також випускається в комбінації з сакубітрилом.

## Синоніми
Бренди: Діован (Diovan), Dafiro, Entresto, Exforge
Дженерики: Аденіз, Валеза, Ванатекс, Діокор Соло, Сакорд, Тіара соло
Комбіновані: ALENCAL VALS, AMVAL, AMVALH, BRASARTAN, Byvalson, Вальсакор (VALSACOR), CARDIK, CARDIKIN, Copalia, CARDOFIX, CARDOPAN, CENART, CERACARD, Co-Diovan, CODIOVAN, CO-TAREG, COMBISAR, Copalia, COTAREG, DABIX, ЕКСФОРЖ, Юперіо